# Chollima
Chollima hay Chonrima (Hán Việt: Thiên Lý Mã) là một huyện của tỉnh Pyongan Nam tại Cộng hòa Dân chủ Nhân dân Triều Tiên. Trước năm 2004, Chollima là một kuyok (khu vực, quận) của thành phố Nampho trực thuộc trung ương. Sau khi thành phố bị hạ cấp, Chollima trở thành một huyện trực thuộc tỉnh Pyongan Nam. Chollima xưa kia là một phần của Kangso song từ năm 1952 đã sáp nhập vào thành phố Taean. Sau khi Taean bị hạ cấp thành huyện, Chollima lại chuyển sang trực thuộc Nampho. Năm 2010, một lần nữa Chollima lại trở thành một huyện trực thuộc Nampho.
Chollima có ngành công nghiệp luyện gang thép với các nhà máy liên quan. Ngành chế tạo kim loại đã hiện diện trên địa bàn huyện từ thời kỳ Nhật Bản đô hộ. Chollima nằm dọc theo sông Đại Đồng, thuận tiện trong cả giao thông thủy và bộ. Các tuyến phà định kỳ nối thành phố với thủ đô Bình Nhưỡng và Songrim. Đường cao tốc Bình Nhưỡng-Nampho và hai đường sắt Pyongnam, Taean đi ngang qua huyện.
Năm 2008, dân số toàn huyện Chollima là 139.489 người (66.145 nam và 73.344 nữ), trong đó, dân cư đô thị là 102.436 người (73,4%) còn dân cư nông thôn là 37.053 người (26,6%).